# Laportea interrupta
Espèce
Laportea interrupta est une espèce de plantes à fleurs de la famille des urticacées et au genre Laportea.